# Jane Siberry
Jane Siberry, nata Jane Stewart (Toronto, 12 ottobre 1955), è una musicista e cantautrice canadese.

## Biografia
Inizia la sua carriera di musicista negli anni ottanta, esibendosi con performance folk acustiche nei club di Toronto. Nel 1981 autoproduce l'album d'esordio, l'omonimo Jane Siberry. Nel 1984 firma per un'etichetta discografica canadese che, in collaborazione con la A&M e con Windham Hill pubblica No Bordes Here (1984). Questo disco contiene la hit Mimi on the Beach. Il successivo The Speckless Sky (1985) le vale il disco d'oro e due nomination ai People's Choise Awards in Canada. Il brano One More Colour viene inserito da Atom Egoyan nella colonna sonora del suo film Il dolce domani. Invece, il suo brano All The Candles In The World viene usato nel film Final Destination.
In The Walking, pubblicato dalla Reprise Records nel 1987, si connota di un sound più rock, con arrangiamenti più "pieni".
Nel 1989 pubblica Bound By the Beauty, che attira le attenzioni di Brian Eno, che si offre di produrre alcune tracce del successivo album. Nel 1993 esce When I Was a Boy, che diventa il più grande successo internazionale della Siberry grazie a brani come Calling All Angels (con K.d. lang) e Sail Across the Water. Inoltre la cantautrice compare nel film di Wim Wenders Fino alla fine del mondo. La produzione di Brian Eno dà un tocco ambient al disco, che contiene anche tracce di jazz e soul.
Successivamente Jane collabora con il compositore francese Hector Zazou in Songs from the Cold Seas e realizza It Can't Rain All the Time per la colonna sonora di The Crow (1994). Incide quindi l'album Maria (1995), registrato dal vivo con un quintetto jazz.
Nel frattempo le viene conferita una laurea ad honorem presso l'università di Guelph (Ontario) in scienze.
Nel 1996 decide di rompere con la sua etichetta discografica per fondare una propria, la Sheeba, con cui pubblica due raccolte (Teenager e Child), ed una collezione di cover (Hush). Inoltre pubblica New York Trilogy, disco live estratto da tre concerti tenuti a New York.
Nel 2002 esce per Rhino/Warner la raccolta Love Is Everything. Jane ha inoltre partecipato ai progetti Time & Love, disco dedicato a Laura Nyro ed ha pubblicato due libri, ossia Swan (1998) e One Room Schoolhouse (1999).
Nel 2004 pubblica Shushan the Palace: Hymns of Earth, album di canzoni natalizie e inni liturgici.
Tra il 2006 e il 2009 ha pubblicato del materiale sotto lo pseudonimo Issa. Nel 2011 pubblica Meshach Dreams Back.

## Discografia

### Album studio
- 1981 - Jane Siberry
- 1984 - No Borders Here
- 1985 - The Speckless Sky
- 1987 - The Walking
- 1989 - Bound by the Beauty
- 1993 - When I Was a Boy
- 1995 - Maria
- 1996 - Teenager
- 1997 - A Day in the Life
- 2000 - Hush
- 2003 - Shushan the Palace: Hymns of Earth
- 2008 - Dragon Dreams (come Issa)
- 2009 - With What Shall I Keep Warm? (come Issa/Jane Siberry)
- 2011 - Meshach Dreams Back

### Live
- 1994 - Count Your Blessings
- 1997 - Child: Music for the Christmas Season
- 1999 - Lips: Music for Saying It
- 1999 - Tree: Music for Films and Forests

### Raccolte
- 1992 - Summer in the Yukon
- 1995 - A Collection 1984-1989
- 1999 - New York City Trilogy
- 2001 - City
- 2002 - Love is Everything: The Jane Siberry Anthology